# Nelsonmis
De Nelsonmis (Hob. XXII:11) of Missa in angustiis (Mis voor bange tijden), ook wel Missa in d of Imperial Mass genoemd, is een mis gecomponeerd door Joseph Haydn in 1798 voor het hof van Prins Nicolaas II Esterházy.
Haydn schreef in totaal veertien missen. De Nelsonmis is de elfde en de derde in de serie van zes late, symfonische missen die in Eisenstadt werden uitgevoerd op september en die samenhingen met de viering van de naamdag van de echtgenote van Nicolaas II, Prinses Maria Josepha Hermengilde Esterházy. De 'democratie van de symfonische orkestratie' in de missen van Haydn zorgde ervoor dat de oude scheiding tussen soli en tutti, aria en koor in de late missen ontbrak. Er zijn geen geïsoleerde aria's zoals dat gebeurde in bijvoorbeeld het 'Et incarnatus est', maar is er een samenhang tussen alle delen, van zowel solisten als koor.

## Datering en (bij)naam
De autograaf van de mis geeft de datum waarop Haydn met de mis begon (10 juli 1798) en de datum van voltooiing (31 augustus). Dit is een korte periode aangezien Haydn voor de andere vijf missen drie maanden uittrok. Vermoeidheid na de eerste uitvoeringen van de Die Schöpfung in de mei en april speelden mogelijk parten.

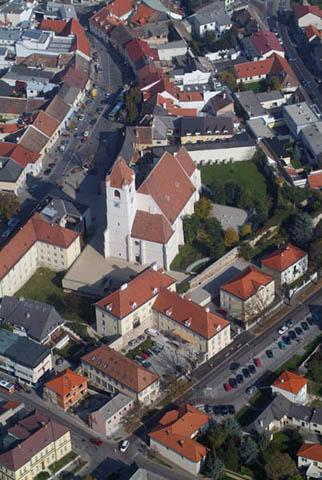
St. Martin's Dom te Eisenstadt

Bekend is dat de mis op 23 september 1798 werd uitgevoerd en dat is geen dag die in verband stond met de naamdag van de prinses. De naamdag was 8 september, een vaste datum, en het alternatief, het Feest van de Allerheiligste Naam van Maria (Mariä Namen) dat niet op een vaste datum valt maar op de zondag na 8 september viel dat jaar op de volgende dag (9 september). De prinses vierde haar naamdag inderdaad op 9 september, maar er is geen melding van een speciale mis.
Mariä Namen is de dag dat de Oostenrijkers de overwinning op de Turken in 1683 herdenken. Haydn had de mis weliswaar negen dagen voor Mariä Namen afgerond, maar dat was te weinig voor het maken van kopieën en om te repeteren. Waarschijnlijk is de uitvoering uitgesteld en misschien is het uitstel ook de reden dat die uitvoering niet in de Bergkirche maar in de St. Martin's Dom.
Haydn nam de mis in zijn Entwurf-Katalog op als Missa in angustiis (Mis voor gespannen tijden), een ongebruikelijke titel - veelal is er een verwijzing naar een heilige of naar Maria. De naam was ook niet de officiële; Haydn noemde de mis elders altijd simpelweg 'Missa'. Het kan een titel voor eigen gebruik zijn, zoals de Missa 'sunt bona mixta malis' dat verwijst naar de stress waarin het werk tot stand kwam. De andere opvatting is dat de naam verwijst naar het moeilijke klimaat in Europa op dat moment en het de uitvoering op een liturgische dag verbindt met de herdenking van de overwinning op de Turken.
De naam 'Nelsonmis' is in de 19e eeuw aan het werk gegeven toen men specifieke gebeurtenissen wilde verbinden aan de mis. Tijdens de compositie van de mis versloegen de Britten onder leiding van Nelson de vloot van Napoleon in de Slag bij Aboukir in de zomer van 1798; deze gebeurtenis werd verbonden met de mis van Haydn. Het gebruik van trompetten in het Benedictus zouden als een symbolische verklaring van Nelsons overwinning gelden. Maar het nieuws van de overwinning bereikte Oostenrijk pas in september, nadat Haydn de mis al had voltooid. Men kan de mis dus niet verbinden met Nelsons overwinning en met de 'gespannen' politieke situatie die hier mee samenhingen; de poging om een post hoc verklaring te geven voor de titel kan 'naar de prullebak van de muzikale anekdote worden gegooid'. Trompetten en pauken werden geregeld in missen gebruikt. In het hofleven kondigden zij de komst aan van de wereldlijke heer, de vorst of prins; in de mis zijn zij een symbolische verwelkoming van de Messias, die in de naam van de geestelijke Heer komt. Verwijzing of verbinding met de oorlogssituatie is ook minder voor de hand liggend gezien de feestelijke gelegenheid – de naamdag van de Prins' echtgenote – waar de mis voor was geschreven.

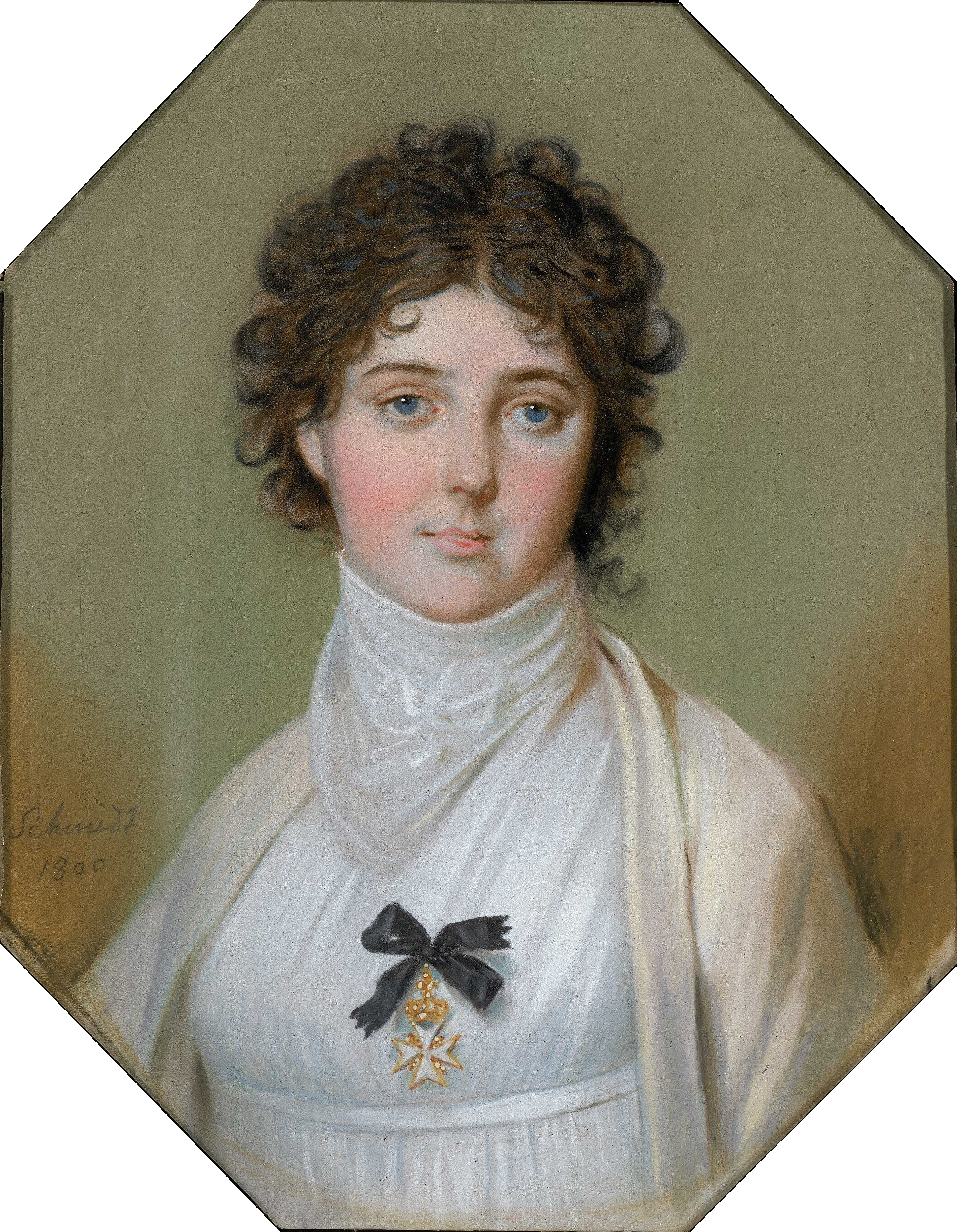
Emma, Lady Hamilton

Er is alleen in de uitvoering een associatie met Horatio Nelson. Twee jaar na het voltooien van de mis bezocht Admiraal Nelson Prins Esterházy in Eisenstadt, in gezelschap van de diplomaat, vulkanoloog en archeoloog Sir William Hamilton en Lady Emma Hamilton, Sir Williams echtgenote en Nelsons minnares. Het gezelschap woonde een uitvoering van de mis ter ere van hen bij, en mogelijk ook van het Te Deum in C. Anekdotes omgeven dit bezoek. Nelson zou Haydn zijn gouden zakhorloge hebben gegeven in ruil voor de pen waarmee Haydn zijn werken schreef. Lady Hamilton, een niet onverdienstelijke sopraan, vereerde Haydn sinds zijn bezoek aan Engeland en had nu de kans zich door hem te laten begeleiden op de fortepiano. Aan haar gaf Haydn de autograaf van het werk dat hij speciaal voor haar had geschreven en dat een eerbewijs was aan Nelson, de cantate voor sopraan en klavier 'Lines from the Battle of the Nile'.

## Compositie
Als onderdeel van Prins Esterházy's bezuinigingen op de hofuitgaven was het blazersensemble (Harmonie) ontslagen; Haydn maakte van dit ensemble gebruik bij eerdere missen. Haydn schreef de Nelsonmis daarom voor strijkers (die in Eisenstadt altijd ter beschikking waren), orgel ter vervanging van de blazers (door Haydn zelf gespeeld), drie (ingehuurde) trompettisten en een plaatselijke paukenist. Juist deze instrumentale samenstelling geeft de mis zijn kenmerkende klank. Haydns collega Joseph Fuchs heeft een paar jaar na de voltooiing de mis de meer gebruikelijke instrumentatie gegeven met in de plaats van de orgelpartij partijen voor een fluit, twee hobo's, twee klarinetten, een fagot en twee hoorns. Toen Breitkopf & Härtel in Leipzig de mis in 1802 publiceerde, gaf Haydn toestemming om de 'ontbrekende' partijen voor blaasinstrumenten ter vervanging van de orgelpartij op te nemen.
- Het Kyrie staat in d klein, de enige keer dat Haydn de tekst in een orkestrale mis in mineur toonzet. De voor een mis wat ongebruikelijke instrumentatie zette direct de wat dreigende toon, waarin het koor en de dramatische partij voor de sopraan volgen.
- Het Gloria contrasteert met het Kyrie door de toonaard D groot; het is in drieën gedeeld, twee allegro delen die een adagio in Bes voor het Qui tollis omsluiten. In beide allegro's gebruikt Haydn hetzelfde motief met een prominente partij voor de sopraan. De hoofdpartij in het Qui tollis is voor de bas, met ondersteuning van de sopraan, het koor en een orkestbegeleiding met solobegeleiding van het orgel. Het misdeel eindigt met de gebruikelijke fuga op 'in gloria Dei Patris, Amen'.
- Het openingsdeel van het Credo is als een canon opgezet. Het 'Et incarnatus est' – over het Mysterie van de Maagdelijke Geboorte – staat in G, rijk geharmonieerd, en 'toont het meesterschap dat door de jaren was ontwikkeld in de strijkkwartetten van de componist[8]'. Als de tekst over Pontius Pilatus aan de orde komt klinken de trompetten en pauken, zoals later in het Benedictus. Een – wederom gebruikelijk - snel tempo voor het 'Et resurrexit' volgt, beginnend in b, vervolgens modulerend en dan terugkerend naar de tonica als de sopraan het 'et vitam venturi saeculi. Amen' inzet, gevolgd door het koor.
- De openingswoorden van het Sanctus worden met een sterk benadrukt messa di voce begeleid met trompetten, pauken en het orgel. Bij het 'Pleni sunt coeli' gaat het tempo over in een allegro. Het 'Benedictus' wordt doorgaans in majeur getoonzet; afwijkend gebruikt Haydn hier echter de toonsoort d. Aan het slot zetten dan de eerder genoemde drie trompetten in.
- Het Agnus Dei, in G, gaat in het tweede gedeelte ('Agnus Dei, qui tollis peccata mundi, miserere nobis') over in een begeleid recitatief.

## Geselecteerde discografie
- Nelsonmis, solisten, The English Concert & Choir o.l.v. Trevor Pinnock (met het Te Deum in C) (DGG-Archiv, 423 097-2)
- Nelsonmis, solisten, Monteverdi Choir en de English Baroque Solists o.l.v. John Eliot Gardiner (met de 5 andere grote missen)(Decca, 3CDs, 475 101-2)
- Nelsonmis, solisten, Arnold Schoenberg Koor, Concentus musicus Wien o.l.v. Nikolaus Harnoncourt (met de Paukenmis, de Harmoniemis, de Schöpfungsmis en een aantal andere religieuze werken)(Warner Classics, 6CDs, 2564 69939-8)